# Highway Song Live
| Recensione              | Giudizio        |
| ----------------------- | --------------- |
| AllMusic                | [ 1 ]           |
| Sputnikmusic            | 3.8 (Excellent) |
| Dizionario del Pop-Rock | [ 3 ]           |

Highway Song Live è un album discografico dal vivo del gruppo rock statunitense Blackfoot, pubblicato (solo in Europa) dall'etichetta discografica Atco Records nel 1982.

## Tracce

### LP
Lato A
1. Gimme, Gimme, Gimme – 3:50 (Rick Medlocke, Jakson Spires)
2. Every Man Should Know (Queenie) – 5:27 (Rick Medlocke, Jakson Spires)
3. Good Morning – 3:46 (Rick Medlocke, Jakson Spires)
4. Dry Country – 3:32 (Rick Medlocke, Jakson Spires)
5. Rollin' & Tumblin' – 2:03 (Elmore James)
6. Fly Away – 3:28 (Rick Medlocke, Jakson Spires)

Lato B
1. Road Fever – 3:44 (Rick Medlocke, Jakson Spires)
2. Trouble in Mind – 4:00 (Richard M. Jones)
3. Train Train (Prelude) / Train Train – 5:46 (Rick Medlocke)
4. Highway Song – 8:38 (Rick Medlocke, Jakson Spires)
5. Howay the Lads (Adattamento da The Blaydon Races) – 0:52 (Tradizionale, arrangiamento: Blackfoot)

## Formazione
- Rick Rattlesnake Medlocke - voce solista, chitarra solista, chitarra ritmica
- Charlie Hargrett - chitarra solista, chitarra ritmica
- Greg T. Walker - basso, chitarra, accompagnamento vocale-cori
- Jakson Thunderfoot Spires - batteria, accompagnamento vocale-cori

Note aggiuntive
- Al Nalli - produttore (per la Al Nalli Productions, Inc.)
- Management: Al Nalli Productions
- Registrazioni effettuate durante il 1982 U.K. Tour con la The Rolling Stones Mobile
- Mick McKenna e Henry Weck - ingegneri delle registrazioni live
- Mick Williams e Arnold Dunn - assistenti ingegneri delle registrazioni
- Mixato al Bee Jay Studios di Orlando, Florida
- Andy de Ganhal - ingegnere del mixaggio
- Carolyn Kinsell e Mad Dog - assistenti ingegnere del mixaggio
- Al Nalli Produtions - management
- Mike Putland - fotografie copertina album originale
- Dave Lewis - note retrocopertina album originale
- Dedicato a Paul Shorty Medlocke[4]

## Classifica
Album
| Anno | Classifica            | Posizione raggiunta |
| ---- | --------------------- | ------------------- |
| 1982 | Official Albums Chart | 14                  |